# Revo (напиток)
Revo — украинская торговая марка безалкогольного и слабоалкогольного энергетического напитка. Безалкогольный вариант напитка называется Revo Energy, слабоалкогольный вариант Revo AlcoEnergy.

## История
Напиток компании «Новые продукты» вышел на украинский рынок в 2007 году. Лицензия принадлежит американской компании Red & Blue Beverages. Первоначально разработкой рекламной кампании занималась компания Euro RSCG Kiev. В 2009 году компания вышла на российский рынок. В 2010 году рекламное агентство PROVID снявшая видеоролик для компании получила приз на киевском международном фестивале рекламы. В 2012 году была выпущена ограниченная коллекция напитка Revo Limited Edition в новой упаковке. В 2016 году напиток Revo Energy занимал 19 % рынка энергетических напитков России.
В марте 2022 года из-за полномасштабного вторжения России компания-производитель объявила о полном расторжении всех бизнес-отношений с РФ и РБ.

## Описание напитка
Revo AlcoEnergy содержит такие пищевые добавки как Е1520, Е221 и Е1518. Содержит гуарану, таурин и кофеин..
В 2014 году был представлен новый напиток компании — Revo Shizandra, который стал использовать шизандру вместо кофеина.

## Критика
Напиток неоднократно подвергался критике из-за его употребления несовершеннолетними лицами. С 2015 года напиток запрещён к продаже в ряде регионов России.